# 마티아 가스파리
마티아 가스파리(이탈리아어: Mattia Gaspari, 1993년 9월 14일~)는 이탈리아의 스켈레톤 선수이다. 2020년 IBSF 세계 선수권 대회에서 이탈리아 사상 최초로 메달을 획득한 선수가 되었다.